# 천세기
천세기(千世基, 1921년 12월 22일 경기도 양평 ∼ 1965년 9월 2일)는 경찰 출신의 대한민국 정치인이다. 제3·5대 민의원의원과 제2공화국의 교통부 차관을 지냈다. 5·16 군사 정변 이후 폐병 치료비를 대지 못한 것에 비관하다가 자살했다.

## 학력
- 경성제2고등보통학교 졸업
- 서울대학교 법과대학 중퇴
- 대한민국 국방대학교 행정학사 5기(1960년)

## 경력
- 국무총리실 근무 (경감)
- 경기도 순사부장
- 경찰전투대 제3대대장
- 서울특별시 경찰국 감찰
- 민주당 경기도당 부위원장
- 민주당 정책위원 및 선거대책위원

## 역대 선거 결과
|  | 12.43% |

|  | 28.78% |

|  | 32.56% |

|  | 43.64% |

## 참고 자료
- 천세기 - 대한민국헌정회
- “倹素와 清廉의 從章 / 스스로 生을 내던진 千世基씨” (PDF). 경향신문. 1965년 9월 3일. 3면면. 2016년 3월 6일에 원본 문서 (PDF)에서 보존된 문서. 2008년 5월 5일에 확인함.